# Kemetgebirge

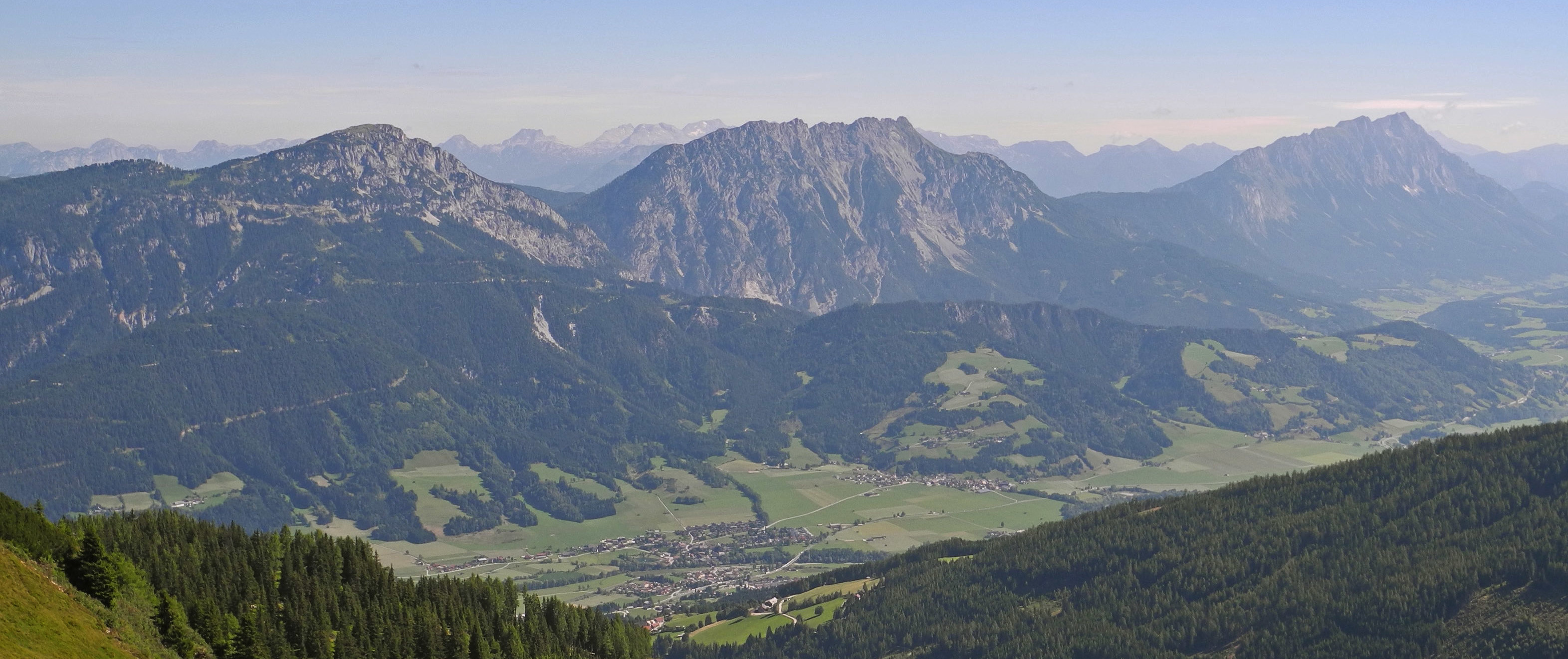
Stoderzinken und Kammspitz von Süden (Hauser Kaibling)

Das Kemetgebirge (auch Kammergebirge) ist ein untergeordneter, kleiner verkarsteter Hochflächen-Gebirgsstock im Dachsteinmassiv, das sich östlich an den Dachstein und dessen Hochfläche Auf dem Stein anschließt. 
Im Gegensatz zum westlichen Dachstein ist das Kemetgebirge beinahe vollständig bewaldet (hauptsächlich Föhren, Fichten). Es fällt im Süden steil zum Ennstal hin ab, während es im Norden flach ausstreicht, um das Hochtal von Bad Mitterndorf und den Ödensee zu erreichen. Im Osten fällt es zunächst ebenfalls stetig ab, ehe es im Kammspitz (2139 m) jäh zu seiner höchsten Erhebung aufsteigt, der dann ebenso plötzlich in das Salzatal abbricht. Hier schließt sich noch weiter östlich der Bergstock des Grimming an.
Das Kemetgebirge ist nur im südlichen Randbereich touristisch erschlossen. Hier führen einige Wanderwege auf die Kammspitze und eine Touristenstraße auf den Stoderzinken. Dort befinden sich auch die einzigen bewirtschafteten Berghütten:

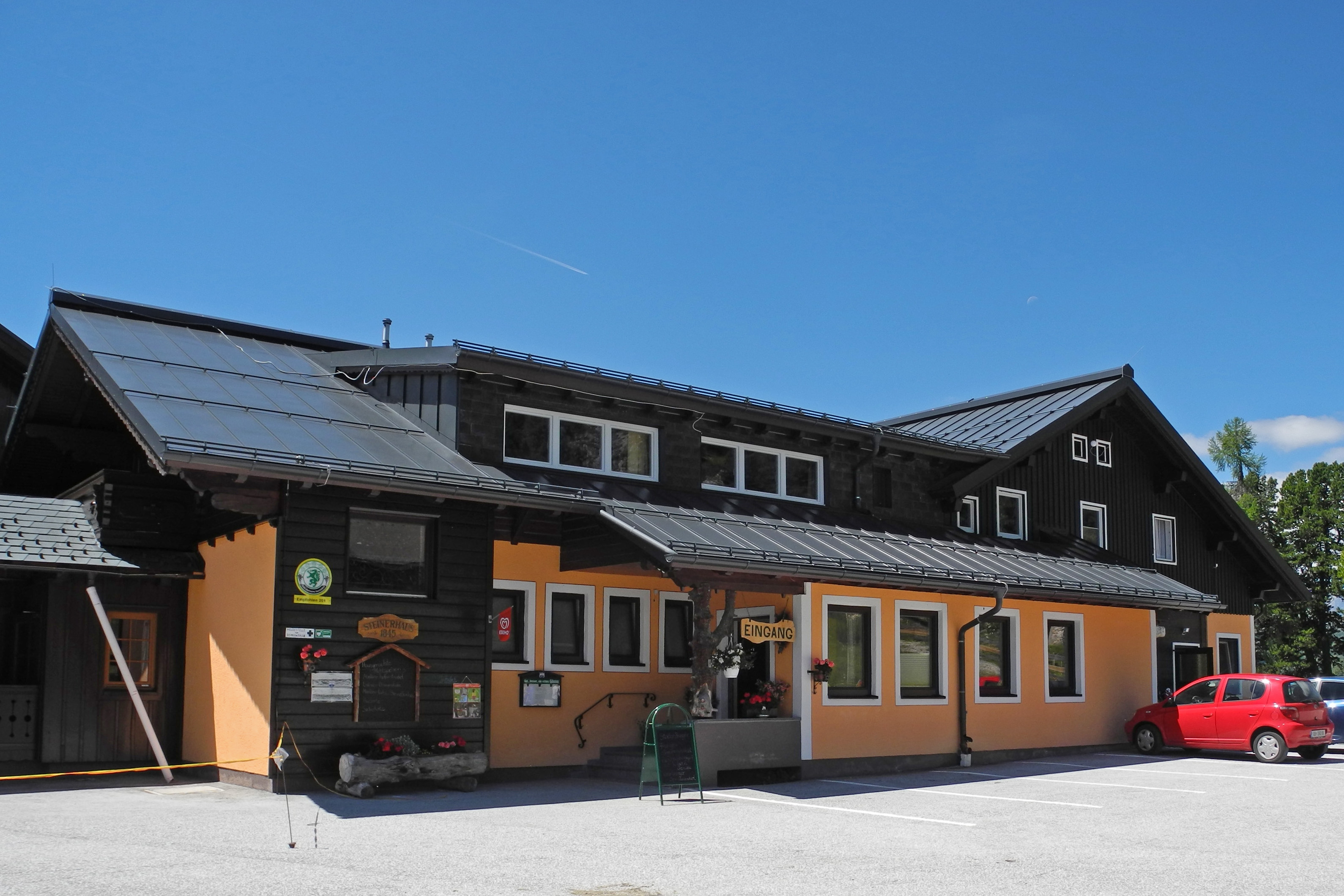
Steinerhaus

- Rosemi-Alm (1750 m): südwestlich des Stoderzinken-Gipfels
- Steinerhaus (1829 m): am Sattel westlich des Stoderzinken
- Stoderhütte (1820 m): am Sattel westlich des Stoderzinken

Beliebt ist auch der Wanderweg vom Stoderzinken nach Westen. Dieser führt vorbei an zwei Bergseen zum Guttenberghaus und ist ein Teil der Ost-West-Dachsteinüberquerung.
Weiter nördlich, etwas abseits dieses Weges befindet sich die Notgasse (keltisch hnod = Heiliges Feuer). Das ist eine schmale, tief eingeschnittene, wasserlose Felsschlucht, die bereits in der Steinzeit bekannt war und vermutlich als Zufluchtsort genutzt wurde. Das lässt sich aus zahlreichen Ritzzeichnungen in den Felswänden erkennen.